# 戦国BASARA (宝塚歌劇)
『戦国BASARA』 （せんごくバサラ）は宝塚歌劇団のミュージカル作品。副題は「真田幸村編」。ゲーム『戦国BASARA』の舞台版。

## 概要
2012年11月2日に宝塚歌劇団花組による公演決定が告知された。2013年3月18日に制作発表会が行われ、公演内容の概要が発表された。宝塚歌劇とカプコンのゲームコラボレーションシリーズとしては『逆転裁判』に続く2作目となる。
2013年6月15日から7月1日まで東急シアターオーブで上演された。
なお、声のみではあるものの明智光秀が出演している。

## 出演者
※宝塚公式ページを参照
- 高翔みず希
- 蘭寿とむ
- 華形ひかる
- 春風弥里
- 月央和沙
- 望海風斗
- 明日海りお
- 彩城レア
- 芽吹幸奈
- 冴月瑠那

- 鳳真由
- 白姫あかり
- 春花きらら
- 蘭乃はな
- 鞠花ゆめ
- 日高大地
- 神房佳希
- 大河凜
- 桜帆ゆかり
- 桜咲彩花

- 航琉ひびき
- 凪咲星南
- 花奈澪
- 舞月なぎさ
- 羽立光来
- 新菜かほ
- 夢花らん
- 冴華りおな
- 紗愛せいら
- 真鳳つぐみ

- こと華千乃
- 優波慧
- 更紗那知
- 桜舞しおん
- 千幸あき
- 春妃うらら
- 紅羽真希
- 碧宮るか
- 峰果とわ
- 澄月菜音

## キャスト
- 真田幸村 - 蘭寿とむ[4]
- いのり - 蘭乃はな[4]
- 上杉謙信 - 明日海りお[4]
- 山本勘助 - 高翔みず希[4]
- 武田信玄 - 華形ひかる[4]
- 伊達政宗 - 春風弥里[4]
- 真田昌幸 - 月央和沙[4]
- 猿飛佐助 - 望海風斗[4]
- 夢 - 芽吹幸奈[4]
- 小山田信茂 - 冴月瑠那[4]
- 宇佐美定満 - 鳳真由[4]
- 直江兼続 - 大河凜[4]
- かすが - 桜咲彩花[4]
- 小助 - こと華千乃[4]
- 幸村（少年） - 春妃うらら[4]

## スタッフ
- 原作・監修・制作協力：カプコン[2]
- 脚本・演出：鈴木圭[2]
- 作曲・編曲：吉田優子、千住明
- 振付：若央りさ、前田清実、花柳寿楽
- 殺陣：諸鍛冶裕太
- 演出助手：原田諒、上田久美子
- 制作・著作：宝塚歌劇団
- 主催：TBSテレビ、TBSラジオ&コミュニケーションズ、阪急電鉄
- 特別協力：Bunkamura

## 映像ソフト化
公演および稽古風景・千秋楽挨拶などの特典映像を収録したDVDが2013年9月17日に発売された。